# Burni Ujemulu
Burni Ujemulu är ett berg i Indonesien.   Det ligger i provinsen Aceh, i den västra delen av landet, 1 600 km nordväst om huvudstaden Jakarta. Toppen på Burni Ujemulu är 2 151 meter över havet, eller 108 meter över den omgivande terrängen. Bredden vid basen är 2,1 km. Burni Ujemulu ingår i Van Daalen Mountains.
Terrängen runt Burni Ujemulu är bergig västerut, men österut är den kuperad. Trakten runt Burni Ujemulu är nära nog obefolkad, med mindre än två invånare per kvadratkilometer. I omgivningarna runt Burni Ujemulu växer i huvudsak städsegrön lövskog.